# U-622 (tàu ngầm Đức)
U-622 là một tàu ngầm tấn công  Lớp Type VII thuộc phân lớp Type VIIC được Hải quân Đức Quốc Xã chế tạo trong Chiến tranh Thế giới thứ hai. Nhập biên chế năm 1942, nó đã thực hiện được bốn chuyến tuần tra nhưng không đánh chìm được mục tiêu nào. U-622 bị máy bay ném bom B-17 Flying Fortress của Không lực Lục quân Hoa Kỳ đánh chìm tại Trondheim, Na Uy vào ngày 24 tháng 7, 1943.

## Thiết kế và chế tạo

### Thiết kế

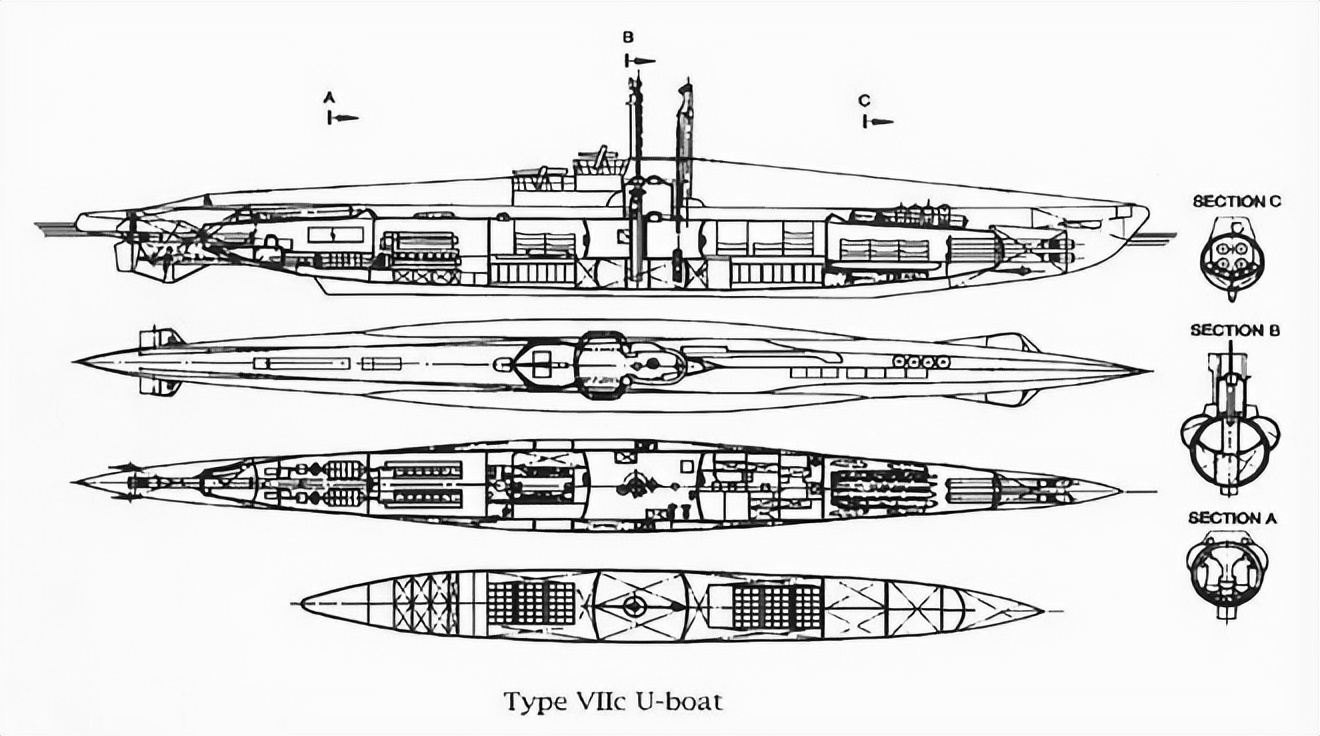
Sơ đồ các mặt cắt một tàu ngầm Type VIIC

Phân lớp VIIC của Tàu ngầm Type VII là một phiên bản VIIB được kéo dài thêm. Chúng có trọng lượng choán nước 769 t (757 tấn Anh) khi nổi và 871 t (857 tấn Anh) khi lặn). Con tàu có chiều dài chung 67,10 m (220 ft 2 in), lớp vỏ trong chịu áp lực dài 50,50 m (165 ft 8 in), mạn tàu rộng 6,20 m (20 ft 4 in), chiều cao 9,60 m (31 ft 6 in) và mớn nước 4,74 m (15 ft 7 in).
Chúng trang bị hai động cơ diesel Germaniawerft F46 siêu tăng áp 6-xy lanh 4 thì, tổng công suất 2.800–3.200 PS (2.100–2.400 kW; 2.800–3.200 bhp), dẫn động hai trục chân vịt đường kính 1,23 m (4,0 ft), cho phép đạt tốc độ tối đa 17,7 kn (32,8 km/h), và tầm hoạt động tối đa 8.500 nmi (15.700 km) khi đi tốc độ đường trường 10 kn (19 km/h). Khi đi ngầm dưới nước, chúng sử dụng hai động cơ/máy phát điện Garbe, Lahmeyer & Co. RP 137/c  tổng công suất 750 PS (550 kW; 740 shp). Tốc độ tối đa khi lặn là 7,6 kn (14,1 km/h), và tầm hoạt động 80 nmi (150 km) ở tốc độ 4 kn (7,4 km/h). Con tàu có khả năng lặn sâu đến 230 m (750 ft).
Vũ khí trang bị có năm ống phóng ngư lôi 53,3 cm (21 in), bao gồm bốn ống trước mũi và một ống phía đuôi, và mang theo tổng cộng 14 quả ngư lôi, hoặc tối đa 22 quả thủy lôi TMA, hoặc 33 quả TMB. Tàu ngầm Type VIIC bố trí một hải pháo 8,8 cm SK C/35 cùng một pháo phòng không 2 cm (0,79 in) trên boong tàu. Thủy thủ đoàn bao gồm 4 sĩ quan và 40-56 thủy thủ.

### Chế tạo
U-622 được đặt hàng vào ngày 15 tháng 8, 1940, và được đặt lườn tại xưởng tàu của hãng Blohm & Voss ở Hamburg vào ngày 1 tháng 7, 1941. Nó được hạ thủy vào ngày 19 tháng 3, 1942, và nhập biên chế cùng Hải quân Đức Quốc Xã vào ngày 14 tháng 5, 1942 dưới quyền chỉ huy của Hạm trưởng, Trung úy Hải quân Horst-Thilo Queck.

## Lịch sử hoạt động
Sau khi hoàn tất việc huấn luyện trong thành phần Chi hạm đội U-boat 8, U-622 được điều sang Chi hạm đội U-boat 11 từ ngày 1 tháng 10, 1942 để hoạt động trên tuyến đầu, rồi lại được điều sang Chi hạm đội U-boat 13 từ ngày 1 tháng 6, 1943 cho đến khi bị mất.

### 1942

#### Chuyến tuần tra thứ nhất
U-622 di chuyển từ cảng Kiel, Đức đến cảng Bergen, Na Uy vào đầu tháng 10, 1942, rồi xuất phát từ đây vào ngày 12 tháng 10 cho chuyến tuần tra đầu tiên trong chiến tranh. Nó đã hoạt động trong biển Na Uy về phía Bắc Iceland và phía Đông Greenland trước khi đi đến Skjomen, Na Uy vào ngày 12 tháng 11. Chiếc tàu ngầm sau đó quay trở về cảng Bergen vào ngày 17 tháng 11.

### 1943

#### Chuyến tuần tra thứ hai
U-622 lại khởi hành từ cảng Bergen vào ngày 28 tháng 12, 1942 cho chuyến tuần tra thứ hai. Nó đã hoạt động trong biển Na Uy cho đến phía Nam đảo Bear và biển Barents ngoài khơi bán đảo Kola cho đến khi quay trở về Skjomen vào ngày 29 tháng 1, 1943.

#### Chuyến tuần tra thứ ba
Trong chuyến tuần tra tiếp theo kéo dài từ ngày 9 tháng 2 đến ngày 15 tháng 3, U-622 xuất phát từ Skjomen để lại hoạt động trong biển Na Uy và biển Barents, và kết thúc chuyến đi tại cảng Narvik, Na Uy. Chiếc tàu ngầm di chuyển từ Narvik đến cảng Trondheim, Na Uy vào giữa tháng 3, rồi tiếp tục đi đến Hammerfest, Na Uy vào giữa tháng 5.

#### Chuyến tuần tra thứ tư
Chuyến tuần tra thứ tư diễn ra trong hai giai đoạn từ ngày 29 tháng 5 đến ngày 5 tháng 6, và từ ngày 14 tháng 6 đến ngày 10 tháng 7. Chiếc tàu ngầm tiếp tục hoạt động trong biển Na Uy từ căn cứ Hammerfest, và kết thúc chuyến tuần tra tại Trndhelm.

#### Bị mất
Trong một cuộc không kích xuống Trondhelm do máy bay ném bom B-17 Flying Fortress thuộc Không lực 8 Không lực Lục quân Hoa Kỳ thực hiện, U-622 bị đánh chìm tại tọa độ 63°27′B 10°23′Đ / 63,45°B 10,383°Đ. U-622 là tàu ngầm U-boat duy nhất bị đánh chìm bởi ném bom tầm cao trong Thế Chiến II.

### "Bầy sói" tham gia
U-622 từng tham gia một bầy sói:
- Nordwind (24 – 28 tháng 1, 1943)